# Cantó de Le Donjon
El cantó de Le Donjon és un cantó francès del departament de l'Alier, situat al districte de Vichèi. Té 13 municipis i el cap és Le Donjon.

## Municipis
- Avrilly
- Le Bouchaud
- Chassenard
- Le Donjon
- Lenax
- Loddes
- Luneau
- Montaiguët-en-Forez
- Montcombroux-les-Mines
- Neuilly-en-Donjon
- Le Pin
- Saint-Didier-en-Donjon
- Saint-Léger-sur-Vouzance

## Història
| Data d'elecció                           | Identitat        | Partit | Qualitat |
| ---------------------------------------- | ---------------- | ------ | -------- |
| 1945-1958                                | Benoît Puravet   | SFIO   |          |
| 1958-1964                                | Emile Henry      | CNIP   |          |
| 1964-1982                                | Robert Gantheret | PS     |          |
| 1982-2008                                | Jacques Cortez   | PRG    |          |
| 2008-                                    | Guy Labbé        | PS     |          |
| les dades anteriors no són pas conegudes |                  |        |          |
|                                          |                  |        |          |

## Demografia
| 1962  | 1968  | 1975  | 1982  | 1990  | 1999  | 2007  |
| ----- | ----- | ----- | ----- | ----- | ----- | ----- |
| 7.128 | 7.541 | 6.769 | 6.259 | 5.751 | 5.222 | 4.936 |